# Caspar Olevianus

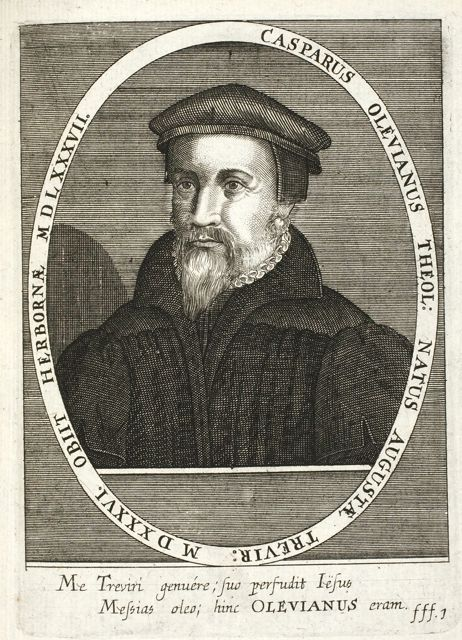
Caspar Olevianus, afgebeeld op een gravure uit de 16e eeuw

Caspar Olevianus (Trier, 10 augustus 1536 - Herborn, 15 maart 1587) wordt beschouwd als een van de belangrijkste Duitse reformatieleiders. Na zijn studie rechten in Genève leerde Olevianus Johannes Calvijn kennen. In 1560 vertrekt Caspar Olevianus naar Heidelberg waar hij promoveert in de theologie en later professor wordt. In Heidelberg leerde hij Zacharias Ursinus kennen die iets later in Heidelberg arriveert. Hij was sinds 1584 predikant en professor dogmatiek te Herborn. Hij werkte ook aan een introductie van de Heidelbergse Catechismus en wordt beschouwd als een van de stichters van de Duits-Gereformeerde theologie. De Heidelbergse Catechismus, waar hij samen met onder anderen Zacharias Ursinus aan werkte, was ook gelijk een van zijn grootste werken.
- Biblioteca Nacional de España: XX1217842
- Bibliothèque nationale de France: cb121114187 (data)
- Biografisch Portaal: 57928779
- Gemeinsame Normdatei: 118834509
- International Standard Name Identifier: 0000 0001 1024 5915
- Library of Congress Control Number: n88061362
- Nationale Bibliotheek van Tsjechië: ola2004253800
- Nationale Bibliotheek van Israël: 987007266154505171
- Nationale Bibliotheek van Polen: a0000002547524
- Nederlandse Thesaurus van Auteursnamen: 070240779
- LIBRIS: 81441
- Système universitaire de documentation: 029499976
- Trove: 1511506
- Virtual International Authority File: 34488257
- WorldCat: E39PBJdx8XxfbJ7pc3F7Fmh8md